# Liste des résolutions du Conseil de sécurité des Nations unies adoptées en 1950
Les résolutions du Conseil de sécurité des Nations unies sont les décisions qui sont votées par le Conseil de sécurité des Nations unies.
Une telle résolution est acceptée si au moins neuf des quinze membres (depuis le 17 décembre 1963, 11 membres avant cette date) votent en sa faveur et si aucun des membres permanents qui sont la Chine, les États-Unis, la France, le Royaume-Uni et l'Union soviétique (la Russie depuis 1991) n'émet de vote contre (qui est désigné couramment comme un veto).

## Résolutions 79 à 89
- Résolution 79 : armements: réglementation et réduction (adoptée le 17 janvier 1950).
- Résolution 80 : la question Inde-Pakistan (adoptée le 14 mars 1950).
- Résolution 81 : procédure (adoptée le 24 mai 1950).
- Résolution 82 : plainte pour agression contre la république de Corée (adoptée le 25 juin 1950).
- Résolution 83 : plainte pour agression contre la république de Corée (adoptée le 27 juin 1950).
- Résolution 84 : plainte pour agression contre la république de Corée (adoptée le 7 juillet 1950).
- Résolution 85 : plainte pour agression contre la république de Corée (adoptée le 31 juillet 1950).
- Résolution 86 : admission de nouveaux membres : Indonésie (adoptée le 26 septembre 1950).
- Résolution 87 : plainte pour invasion armée en Taïwan (adoptée le 29 septembre 1950).
- Résolution 88 : plainte pour agression contre la république de Corée (adoptée le 8 novembre 1950).
- Résolution 89 : la question de la Palestine (adoptée le 17 novembre 1950).